# 342

## Decese
- dată necunoscută: Pavel Tebeul  (n. 227)
- dată necunoscută: Eusebiu de Nicomidia episcop al Nicomidiei, apoi arhiepiscop al Constantinopolului (n. ?)